# アミック・セルチャン
アミック・セルチャン（英：Amik Sherchan）はネパールの政治家。ギリジャ・プラサド・コイララ政権の副首相。現在ネパール共産党統一毛沢東主義派（現・連立第一党）の中央書記局員。
かつて、地下政党・ネパール共産党統一センター・マサル派の選挙用公然組織、人民戦線ネパールを率いていたが、2009年1月19日、両組織がネパール共産党毛沢東主義派と合同し、ネパール共産党統一毛沢東主義派を結成するに伴い、同党の幹部に就任。